# Monsters (Album)
Monsters ist das vierte Studioalbum der J-Rock-Band D’espairsRay und ihr zweites unter einem Major-Label. Die Veröffentlichung fand in Japan am 28. Juli 2010 statt.

## Entstehung
Bereits während der PSYCHEDELIC PARADE Tour für ihr letztes Album Redeemer wurde an der neuen Single Final Call gearbeitet. Die Songs dafür wurden in Hotels während der Tour produziert. Die Single sollte ursprünglich mehr harte Lieder beinhalten, davon wurde aber im letzten Moment Abstand genommen, so dass Final Call der Name der CD wurde. Obwohl es Bedenken gab, wurde das Lied trotzdem veröffentlicht, da es Hizumi interessant erschien und aus dem Rahmen fiel. Mit Going on sollte die Stilentwicklung abgeschlossen werden, welche mit Horizon begann und Hip-Hop-Elemente enthielt, da diese den anderen Bandmitgliedern missfielen. Anfangs waren nur die beiden ersten Strophen auf Japanisch und der Rest des Liedes auf Englisch, der Text wurde später jedoch durchgehend in Englisch gehalten.
Die Single ist D'espairsRays erste unter einem Majorlabel veröffentlichte Single und wurde von Toshiyuki Kishi von Abingdon Boys School produziert. Die Veröffentlichung fand am 9. September 2009 statt, zum 10. Gründungstag von D'espairsRay. Sie wurde anstatt der üblichen zwei in drei verschiedenen Versionen angeboten. Am selben Tag fand auch ein Gratiskonzert im Shibuya-AX statt, es folgte ihr erstes One-man Live in der Shibuya C. C. Lemon Hall am 1. Oktober.
Nach der Veröffentlichung der neuen Single begann die Arbeit an einem neuen Album. Währenddessen trat die Band am 12. März 2010 beim Mega Port Festival in Kaohsiung auf. Dies war ihr erster Auftritt in der Republik China (Taiwan). Die Single Love is Dead folgte am 14. April. Toshiyuki Kishi übernahm wieder die Rolle des Produzenten. Das Lied Love is Dead erreichte in den Klingeltoncharts den ersten Platz des Tages und den zweiten Platz im Wochenranking. Danach gab es Überlegungen, das ganze Album in diesem Musikstil zu verfassen, was aber verworfen wurde.
Die „Regular edition“ des Albums enthält die Musik-CD und ein A2-Promoposter. Der „Limited version“ liegt noch eine DVD mit dem Musikvideo von Death Point und dessen Making-of bei. Sowohl das Coverartwork als auch das Booklet bedienen sich der Sage des Rattenfängers von Hameln als Motiv.

### Tour
Die dazugehörige „Human-clad Monsters“ Promotiontour begann Ende Juli mit drei Gigs speziell für den Fanclub in Osaka, Nagoya und Tokio. Direkt im Anschluss daran wurden die USA betourt, lediglich am 9. September gab es ein Liveauftritt im SHIBUYA-AX in Tokyo. Darauf folgte die Europatournee durch Russland, Finnland, Deutschland, Polen, Ungarn, Italien und Frankreich. Nach den folgenden Auftritten in Japan folgten am 27. und 28. November noch zwei Konzerte in Taiwan. Der letzte Live-Auftritt der „Human-Clad Monsters“-Tour fand am 30. Dezember 2010 mit einem Abschlusskonzert im Yokohama BLITZ statt, bevor die Band eine unbefristete Pause einlegte. Die Konzert-DVD „Human-clad Monsters“ FINAL stand ab dem 13. April 2011 in japanischen Läden.

## Stil
Die Single Final Call ist insgesamt Pop-Rock-lastig geworden. Wie bereits oben erwähnt, sollte mit Going on! die Verwendung von Hip-Hop-Elementen wie dem stellenweise verwendeten Sprechgesang abgeschlossen werden.
Das Lied Love is Dead der gleichnamigen Single weist Ähnlichkeiten mit You Spin Me Round von Dead or Alive auf und verwendet einen Techno-Rhythmus und entsprechende Synthesizer. Laut Karyu besuchten sie ein paar Nachtclubs in Europa nach ihren Auftritten und ihm habe die Atmosphäre dort so gefallen, dass er sie in einem Lied habe vermitteln wollen. Die Ähnlichkeiten seien aber zufälligerweise entstanden, erst nach Abschluss der Aufnahmen sei er darauf hingewiesen worden. Wedicine und Crossed Arrows sind wesentlich mehr Richtung Industrial Rock gehalten als die B-Sides der vorherigen Singles.
Das Album Monsters ist düsterer, härter und elektronischer als Redeemer ausgefallen. Laut Aussage der Band konnten sie das Gefühl zurückgewinnen, das sie hatten, als sie vor zehn Jahren anfingen zu spielen; zurückschauen und zu denken: „Das ist es, was D'espairsRay ausmacht“. Es war nicht geplant ein radio-freundliches Album zu machen. Die dichte, düstere Atmosphäre wird durch die melodischen Gesangs- und Musikparts bei Human-clad monster, dope, falling und Progress aufrechterhalten, mit gelegentlich auch gutturalem Gesang. Bei dope wurde dazu eine Hip-Hop-Bassline mit Gospel-ähnlicher Musik vermischt. Diese Atmosphäre steigert sich noch bei 13 -Thirteen-, wo getrommelter Marschtakt zum Einsatz kommt. Die Band setzte hier zum ersten Mal Drumcomputer ein. Dabei wurde jeder Schlagzeugpart einzeln aufgenommen und am Computer zusammengefügt, und die anderen Instrumente darübergelegt. Zusätzlich wurden noch andere Geräusche gesampelt, so wurde zum Beispiel ein Aschenbecher aus Metall gegen Schränke geschlagen. Das Lied handelt laut Sänger Hizumi davon, wie sie als Band weitermachen sollten, im Gegensatz zu dem, was sie in der Vergangenheit waren oder nach Meinung anderer werden sollten.
Death Point wirkt ebenfalls durch die Growls und das ständige wiederholen des Titels sehr aggressiv. Das Lied wurde für das Musikvideo gewählt, weil es das härteste des Albums ist, entsprechend wurde das Video recht monochrom und im Stil eines Live-Auftrittes gedreht. Laut Hizumi ist der dahinterliegende Gedanke ein Schlachtruf und das Leitbild der Band. Die Phrase Death Point sei aus dem Bushidō übernommen, wonach es einen Punkt gebe, an dem ein Samurai bereit sei für seine Herren oder Überzeugung zu sterben.

„[…] mit anderen Worten, du kommst her und erreichst dein Ziel oder stirbst bei dem Versuch dabei. So ist das für uns, unsere Musik ist unser Ein und Alles. Wir sind gewillt für unsere Musik zu sterben. Es ist ein sehr japanisches Motiv, und es auf Englisch zu singen macht es interessanter.“

Devil’s Parade wirkt psychedelisch und verstörend, hier gibt es Growls und dynamische Raps zu hellen Xylophonklängen. Der Song ist dabei das Titelmotiv des Albums, da er eine Anspielung auf die Sage des Rattenfängers von Hameln enthält. Zu diesem Lied existiert eine offizielle englische Interpretation des Textes im australischen ASKEW Magazin, welches von Hizumi mit dem Übersetzer der Band erstellt wurde. Eine Ballade wie vorherige Alben enthält Monsters nicht. Das letzte Lied abyss ist allerdings langsamer und besitzt eine nachdenkliche, traurige und verträumte Atmosphäre. Es soll den momentanen Zustand und die aktuelle Situation der Band erforschen.

## Rezeption
Jame-World stört zwar die geringe Laufzeit der CD ein wenig, aber die Lieder seien abwechslungsreich und hörenswert. D’espairsRay hätten energiegeladene, düstere Songs im Repertoire, allerdings würden alle mit einer gewissen Melodik gewürzt, einen reinen Headbanger würde es auf dem Album nicht geben. Die Single Final Call sei musikalisch betrachtet der gewohnte Mix aus Metal kombiniert mit anderen Stilelementen, der durchaus eingängig und nicht langweilig sein.

## Titelliste
Titelliste CD:
1. Human-clad Monster – 4:55 (Musik: Karyu / Text: Hizumi)
2. Death Point – 3:25 (Musik: Karyu / Text: Hizumi)
3. 13-Thirteen – 3:08 (Musik: Karyu / Text: Hizumi)
4. Love is Dead – 4:01 (Musik: Karyu / Text: Hizumi)
5. Devil’s Parade – 4:08 (Musik: Karyu / Text: Hizumi)
6. Dope – 3:47 (Musik: Karyu / Text: Karyu)
7. Falling – 4:09  (Musik: Karyu / Text: Karyu)
8. Progress – 4:09  (Musik: Tsukasa / Text: Hizumi)
9. Final Call – 3:57  (Musik: Karyu / Text: Hizumi)
10. Abyss – 4:03  (Musik: Tsukasa / Text: Hizumi)

Titelliste DVD (nur in der Limited Version):
1. Death Point PV
2. The Making Of Death Point

## Singles

### Final Call
Final Call wurde am 10. Gründungstag der Band am 9. September 2009 veröffentlicht. Die Booklets sind unterschiedlich aufgemacht, je Version sind andere Bilder enthalten und die Coverartworks unterschiedlich ausgefallen. Während bei der regulären Version noch ein drittes Lied auf der Scheibe wartet, enthält die „Limited version A“ ein paar Bilder der Bandmitglieder und auf der DVD einen Zusammenschnitt von Liveauftritten, Fahrten und Interviews der PSYCHEDELIC PARADE Tour in Europa, welche nach der Veröffentlichung des Albums Redeemer durchgeführt wurde. Die B-Version enthält das Musikvideo zu Final Call und ein spezielles „10th Anniversary Booklet“. Das Sonderbooklet enthält chronologisch alle Tourneen, Releases und einige ausgewählte One-Man-Konzerte. Die Aufzählung wird durch die Auswahl einiger Bandbilder aus den jeweiligen Schaffensperioden der Band abgerundet.
Titelliste CD:
1. Final Call – 3:58  (Musik: Karyu / Text: Hizumi)
2. Going on! – 3:46  (Musik: Tsukasa / Text: Hizumi)
3. Ark in the Storm – 4:15  (nur reguläre Version)

Titelliste DVD (nur in der Limited Version A):
1. [PSYCHEDELIC PARADE in EUROPE] 2009.7 EU Tour Document eizou

Titelliste DVD (nur in der Limited Version B):
1. FINAL CALL (PV)

### Love Is Dead
Die Single Love Is Dead stand ab dem 14. April 2010 in den japanischen Plattenläden. Die reguläre Version enthält wie üblich ein drittes Lied, während die Limited Version mit der DVD des Musikvideos aufwarten kann. Statt der Sammelkarte liegt jeder CD-Version ein A2-Promoposter bei.
Titelliste CD:
1. Love Is Dead – 4:00  (Musik: Karyu / Text: Hizumi)
2. WEDICIИE – 3:58  (Musik: Tsukasa / Text: Hizumi)
3. Crossed Arrows – 4:10  (nur reguläre Version)

Titelliste DVD (nur in der Limited Version):
1. LOVE IS DEAD (PV)